# Гегешидзе, Арчил
Арчил Гегешидзе (род. 1956) ― грузинский дипломат и ученый. Чрезвычайный и Полномочный посол Грузии в США с 2013 по 2016 год. В настоящее время он является исполнительным директором фонда Левана Микеладзе.

## Биография
Арчил Гегешидзе родился в 1956 году.
Изучал социальную географию в Тбилисском государственном университете. В 1985 году защитил кандидатскую диссертацию по экономической и социальной географии. В 1994 году Гегешидзе стал аспирантом кафедры социальной и экономической географии Тбилисского государственного университета.
Принимал участие в таких международных семинарах, как «Япония, Европа и Северная Америка: к миру G-3?» на Зальцбургском глобальном семинаре и «Принятие решений во внешней политике США» в Международной программе для посетителей Информационного агентства США. Был приглашенным стипендиатом программы Фулбрайта в Стэнфордском университете в США в 2000–2001 годах. Позже он получил премию Фулбрайта, а в 2005–2006 годах - стипендию по международной политике.
С 2001 по 2013 год работал старшим научным сотрудником Грузинского фонда стратегических и международных исследований, аналитического центра в Тбилиси.
Свободно говорит на английском, русском и французском языках.

## Национальная безопасность и дипломатическая карьера
С 1993 по 1994 год Гегешидзе был заместителем начальника Первого европейского департамента МИД Грузии. С 1994 по 1995 год был государственным советником аппарата президента Грузии Эдуарда Шеварднадзе. С 1996 по 1997 год работал помощником президента по вопросам национальной безопасности. С 1997 по 2000 год возглавлял отдел анализа внешней политики Государственной канцелярии президента Грузии и работал главным советником по внешней политике. В 1999 году ему был присвоен дипломатический ранг Чрезвычайного и Полномочного Посла.
В марте 2013 года Гегешидзе был назначен послом Грузии в США и работал на этом посту с 15 апреля 2013 года по 9 октября 2016 года. [1] [2] [3]

## Избранные публикации
- Безопасность Кавказа и Причерноморья: проблемы и возможности. Материалы конференции "Будущие требования к контролю над обычными вооружениями в Европе", Stiftung Wissenschaft und Politik, Ebenhausen, 1994.
- Южный Кавказ: приближаясь к Европе? Журнал Марко Поло, Венеция, 1999, № 1.
- Новый Шелковый путь: взгляд в грузинской перспективе, Том. V, No. 2, июнь-август 2000 г.
- Национальный отчет об оценке транзитного потенциала Грузии по устойчивому развитию, Саммит ООН, Йоханнесбург, 2002.
- Необходимость новой региональной повестки дня в Черноморском регионе, Insight Turkey, Том 4, № 3, 2002.
- Стратегическое видение Грузии, The Washington Times, 13 сентября 2003 г.
- Региональная уязвимость Грузии, Том 6, №2, 2004 г.
- Гегешидзе в IISS : Россия укрепляется на Южном Кавказе. Благодаря новым военным базам Москва укрепила свое влияние в регионе.
- Арчил Гегешидзе: Мы должны сделать все, что в наших силах, чтобы поддержка Грузии со стороны США увеличилась , Интерпрессньюс, 22.2.2013.